# Argiro (catepano)
Argiro (em latim: Argirus; em grego medieval: Ἀργυρός; romaniz.: Argyrós) foi um nobre lombardo do século XI. Era filho de Maralda e Melo de Bari e sobrinho de Dato. Nasceu antes de 1009/1011, quando se sabe que foi capturado com sua mãe pelos habitantes de Bari, no sul da Itália, e levado para Constantinopla, capital do Império Bizantino. De acordo com fontes posteriores, foi duque da Itália, Calábria, Sicília (1051–1058) e Paflagônia, magistro e bestes.